# Лёд XIV
Лёд XIV — ромбическая кристаллическая разновидность водного льда, обычно существующего в форме Ih. Получают при температуре ниже −155 °C (118 K) и давлении 1,2 ГПа. Разновидность льда XII с упорядоченным расположением протонов.
Лёд XIV имеет плотность 1,29 г/см³ при атмосферном давлении.
В лабораторных условиях (при разных температурах и давлениях) были созданы разные модификации льда: от льда II до льда XIX.